# 진주경찰서
진주경찰서(晉州警察署, Jinju Police Station)는 경상남도경찰청이 관할하는 경찰서 중 하나이다. 경상남도 진주시 일대를 관할한다. 경상남도 진주시 비봉로 4번길 3에 위치하고 있다.
서장은 총경으로 보한다.

## 기본 정보
- 주소: 경상남도 진주시 비봉로 24번길 3
- 우편번호: 660-010

## 관할 지구대 · 파출소
진주경찰서는 4개의 지구대와 8개의 파출소를 산하에 두고 있다.
| 명칭         | 사진 | 주소                 | 관할구역                                           | 치안센터                    |
| ------------ | ---- | -------------------- | -------------------------------------------------- | --------------------------- |
| 비봉지구대   |      | 비봉로33길 2         | 중안동, 봉수동, 상봉동동, 상봉서동, 봉안동, 옥봉동 | 봉수치안센터                |
| 상대지구대   |      | 동진로 263           | 상대1·2동, 상평동                                  | 공단치안센터 동부치안센터   |
| 남강지구대   |      | 창렬로7길 14         | 신안동, 성지동, 강남동, 망경동, 칠암동             | 역전치안센터                |
| 진양호지구대 |      | 평거로 42            | 평거동, 판문동, 이현동, 상봉동, 인사동, 명석면     | 명석치안센터                |
| 개양파출소   |      | 진주대로560          | 호탄동, 가좌동, 정촌면, 내동면                     |                             |
| 하대파출소   |      | 대신로323-6          | 하대1·2동, 초장동, 집현면                          | 집현치안센터                |
| 일반성파출소 |      | 일방성면 창촌길 27-1 | 일반성면, 이반성면, 진상면                         | 진성치안센터 이반성치안센터 |
| 지수파출소   |      | 지수면 지수로 492    | 지수면, 사봉면                                     | 사봉치안센터                |
| 수곡파출소   |      | 수곡면 곤수로 903    | 수곡면, 대평면                                     | 대평치안센터                |
| 대곡파출소   |      | 대곡면 진의로 1065   | 대곡면, 미천면                                     | 미천치안센터                |
| 문산파출소   |      | 문산읍 동부로587길 1 | 문산읍, 금곡면                                     | 금곡치안센터                |
| 금산파출소   |      | 금산면 금산로길 111  | 금산면                                             |                             |
| 충무공파출소 |      | 충의로 149           | 충무공동                                           |                             |

## 같이 보기
- 경상남도지방경찰청